# Saponiny

Diosgenin, saponin z rostliny pískavice řecké seno

Saponiny jsou heteroglykosidické sloučeniny isoprenového původu, které se nacházejí převážně v rostlinách. Jde o sloučeniny, které mají mnoho biologických účinků.
Saponiny se skládají z hydrofilní sacharidové složky a lipofilního aglykonu (saponinogenu) a proto mají vlastnosti povrchově aktivních látek. Aglykony saponinů jsou sloučeniny odvozené buď od triterpenových alkoholů anebo steroidů. Podle toho se dělí na triterpenoidní a steroidní saponiny.

## Triterpenoidní saponiny
Triterpenoidní saponiny pochází z derivátů triterpenoidů lupeolu, α-amyrinu a β-amyrinu. Nachází se v různých rostlinných čeledích. Nejvíce se nacházejí v kořenové části rostliny. Jeden z nejznámějších triterpenoidních saponinů je sojasaponin Aa, nacházející se v sóji luštinaté (Glycine max, Fabaceae) je zodpovědný za štiplavou svíravou chuť. Sojasaponin Bb se nachází v luštěninách cizrna beraní (Cicer arietinum, Fabaceae) a čočka jedlá (Lens culinaris, Fabaceae). V lékořici lysé (Glycyrrhiza glabra, Fabaceae) je glycyrrhizin, saponin zodpovědný za sladkou chuť lékořice.  Zdrojem saponinů je i špenát setý (Spinacia oleracea, Amaranthaceae). K této skupině se řadí i theasaponegol A a B z čajovníku čínského (Camellia sinensis, Theaceae). Mydlice lékařská (Saponaria officinalis, Caryophyllaceae), která propůjčila jméno celé skupině saponinů, obsahuje saponariosid A a B.
Triterpenoidní saponiny nenacházejí svůj původ jen v rostlinách, byly objevené už i v tělech živočichů, například u Cercodemas anceps, (Echinodermata), které jsou lidově známé jako mořské okurky. Pro vysoký obsah bioaktivních látek se uvažuje o jejich zařazení do skupiny tzv. funkčních potravin.

kyselina medikagenová

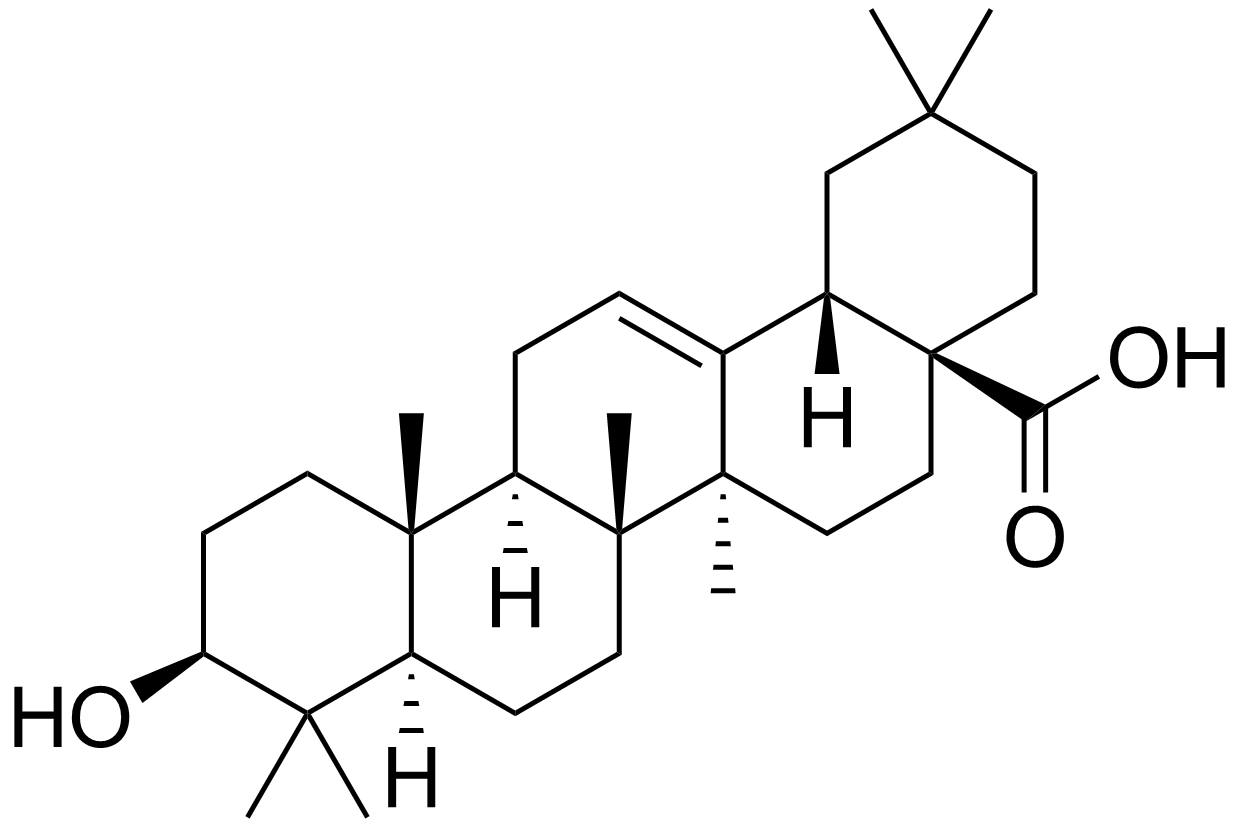
kyselina oleanová

kyselina glycyrrhetinová

| Rostlina                               | Triterpenoidní sapogeniny                                      | Triterpenoidní saponiny       |
| Sója luštinatá Glycine max             | sojasapogenin A                                                | sojasaponin Aa                |
| Fazol obecný Phaseolus vulgaris        | sojasapogenin B                                                | sojasaponin Bb                |
| Hrách setý Pisum sativum               | sojasapogenin B                                                | sojasaponin Bb                |
| Čočka jedlá Lens culinaris             | sojasapogenin B                                                | sojasaponin Bb                |
| Cizrna beraní Cicer arientinum         | sojasapogenin B                                                | sojasaponin Bb                |
| Cukrová řepa Beta vulgaris             | kyselina oleanová                                              |                               |
| Špenát setý Spinacea oleracea          | kyselina oleanová hederagenin                                  |                               |
| Merlík čilský Chenopodium quinoa       | kyselina fytolakkagenová kyselina oleanová hederagenin         |                               |
| Quillaia saponia                       | kyselina gypsogenová kyselina kvillajová                       |                               |
| Tolice vojtěška Medicago sativa        | tridesmosid kyseliny zahnové bisdesmosid kyseliny medikagenové |                               |
| Čajovník čínský Camellia sinensis      | theasapogenol A theasapogenol B                                |                               |
| Lékořice lysá Glycyrrhiza glabra       | kyselina glycyrrhetinová                                       | glycyrrhizin                  |
| Mydlice lékařská Saponaria officinalis |                                                                | saponariosid A saponariosid B |

## Steroidní saponiny
Mezi steroidní saponiny patří ty, které mají jako aglykony navázané steroidy spirostanol a nebo furostanol. Jsou specifické pro čeleď česnekovité (Alliaceae), se zástupci česnek kuchyňský (Allium sativum) a pór letní (Allium ampeloprasum). Officianalisiny či agarosiny jsou triviálně nazvané steroidní saponiny rostliny chřest lékařský (Asparagus officinalis, Asparaceae), a jako i u jiných saponinů i tyto jsou zodpovědné za jeho hořkou chuť. 

β-amyrin

| Rostlina                              | Steroidní sapogeniny                           | Steroidní saponiny          |
| Česnek kuchyňský Allium sativum       | odvozené od sitosterolu                        |                             |
| Cibule kuchyňská Allium cepa          | kyselina oleanová β-amyrin gitogenin diosgenin |                             |
| Pór letní Allium ameloprasum          | kyselina oleanová gitogenin                    |                             |
| Chřest lékařský Asparagus officinalis |                                                | officinalisiny asparagosiny |
| Rod Dioscorea                         |                                                | diosgenin jamogenin         |

## Účinky saponinů
Mezi účinky saponinů lze zařadit například snížení povrchového napětí. Tento jev vede v roztocích k tvorbě bublin, čehož lze využít například k výrobě šampónů nebo prostředků na mytí nádobí. Dalším účinkem je například jejich štiplavá chuť, která je přítomna například v čajích.
Co se týče biologických funkcí, saponiny působí proti únavě, kardioprotektivně a imunomodulačně. Byly zjištěny i fungicidní účinky, které jsou způsobené napojením saponinů na steroly v membráně buněk hub, což vede ke ztrátě membránové integrity.
U saponinů je také dokázán účinek na vstřebávání cholesterolu, přičemž absorpci ze střeva snižuje. V neposlední řadě saponiny inhibují růst nádorových buněk. In vitro a in vivo studie ukázaly, že steroidní saponiny prokazují jedinečné využití v oblasti protinádorové léčby. Inhibují proliferaci a indukují apoptózu nádorových buněk. Dokáží blokovat buněčný cyklus nádorových buněk nebo jej úplně zastavit. Takovou schopnost prokazuje například diosgenin z rostlin rodu Dioscorea. Negativem těchto látek je ale schopnost tvořit komplexy se železem, zinkem a nebo vápníkem, což vede k nevyužitelnosti těchto iontů v těle. K tomuto stavu však dochází až při vysokých dávkách saponinů. 
Byla dokázána hemolytická aktivita těchto chemických sloučenin. Při jejich přítomnosti v rostlinných extraktech či drogách dochází k prasknutí membrány červených krvinek z důvodu nezvratného poškození lipidové dvouvrstvy.

## Reakce a změny saponinů
Pro své organoleptické vlastnosti, jako je štiplavá chuť, se během kulinární úpravy cíleně saponiny z potravin odstraňují, a nebo se snižuje jejich množství. Toho je možno docílit umytím a namáčením, kdy se částečně vyluhují do vody, proto je dobré takovou vodu už nepoužít na přípravu jídla. Jejich odstranění docílíme oloupáním povrchové vrstvy. Nejlepšího výsledku se však docílí naklíčením a povařením luštěnin. Saponiny z cukrové řepy se odstraní rafinací cukru.